# Раджа Хумабон

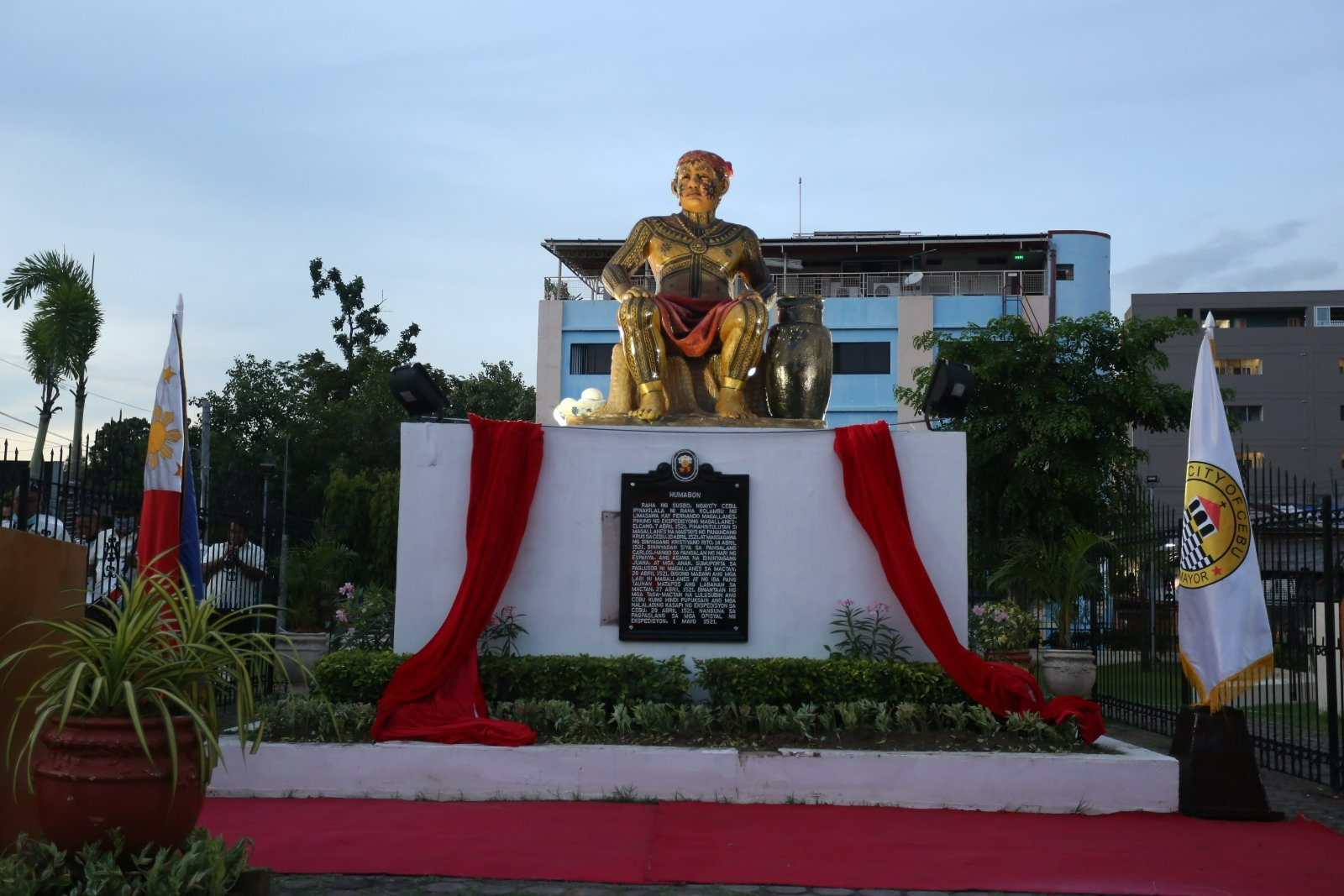
Пам'ятник Раджі Хумабону у місті Себу

Раджа Хумабон, пізніше охрещений як Дон Карлос (помер 27 квітня 1521 р.) був малайським філіппінцем, який служив раджею Себу до своєї смерті в 1521 р. Хумабон правив під час прибуття іспанського дослідника португальського походження Фердинанда Магеллана в Філіппіни в 1521 році. Хумабон, його дружина та піддані були першими відомими наверненими католиками на Філіппінах.
Офіційних записів про існування Хумабона до іспанського контакту немає. Існуючу інформацію написав італійський хроніст подорожей Магеллана Антоніо Пігафетта про Хумабона та корінні народи Філіппін, які існували до іспанської колонізації.
Раджа Хумабон згадується як причина, чому Магеллан воював у битві при Мактані, оскільки останній хотів заслужити довіру Хумабона, допомагаючи йому приборкати свого супротивника Лапулапу, дату Мактана.

## Вшанування пам'яті
Пам'ятник раджі Хумабону розташований на вулиці Бургос у місті Себу.